# Andrés Eloy Blanco (Barinas)
Andrés Eloy Blanco is een gemeente in de Venezolaanse staat Barinas. De gemeente telt 21.500 inwoners. De hoofdplaats is El Cantón.
De naam van de gemeente refereert aan de Venezolaanse dichter en politicus Andrés Eloy Blanco.